# Iglesia de la Virgen María (Dotnuva)
La iglesia de Santa Teresa (en lituano: Švč. Mergelei Marijai bažnyčia) es un edificio religioso católico que se localiza en el pueblo de Dotnuva del distrito de Kėdainiai, Lituania.

## Historia
La primera iglesia en Dotnuva se construyó antes de 1636. Hubo otra iglesia de madera construido por Mlečkai entre 1699-1701. En 1701 Jonas Vladislovas Bžostovskis y su esposa (hija del mayor de Žemaičiai, Viktorinas Konstantinas Mlečkas) fundaron el monasterio bernardino. En 1727 su hijo Joozaps Bzhostovskis donó al monasterio 3 wallachs y 4 margs de tierra, 10.000 monedas de oro. En 1768 los monjes construyeron un monasterio de ladrillo y entre 1773 y 1810, una iglesia de ladrillo. A ella se trasladaron 5 altares de la antigua iglesia. 
En la segunda mitad del siglo XVIII se estableció una escuela parroquial. Desde 1796 había una escuela de tres grados, que luego se convirtió en una escuela de sexto grado, con estudios teológicos activos en 1806. En 1831, el sacerdote Antanas Daukša participó en el Levantamiento de Noviembre contra el Imperio ruso, condenado a 4 años de retiro en el monasterio Carmelita de Kolaini. Después del Levantamiento de Enero de 1863, el 12 de septiembre de 1864 se ordenó cerrar el monasterio. Los monjes Jurgis Reichenbach y Fortunats Prokopovičius fueron enviados a prisión, mientras que N. Svolkens fue exiliado a la gobernación de Tobolsk y encarcelado. El zar permitió que los tres edificios de ladrillo en desuso y ruinosos del antiguo monasterio se vendieran a un pastor por 400 rublos el 15 de agosto de 1911. 
La iglesia se quemó durante el incendio de la ciudad, cayeron las campanas. Posteriormente la iglesia fue reparada. en 1948 El vicario de Dotnuva, Mykolas Buožius, fue detenido y condenado a 10 años de prisión fuera de Lituania (regresó en 1956). Con la caída de la Unión Soviética, los monjes capuchinos se establecieron en Dotnuva, con 3 residentes en 1991.

## Arquitectura
La iglesia es de estilo barroco tardío, con rasgos del clasicismo temprano. Su estructura es de tipo salón, con doble torre. En su interior hay 3 naves.  

## Galería

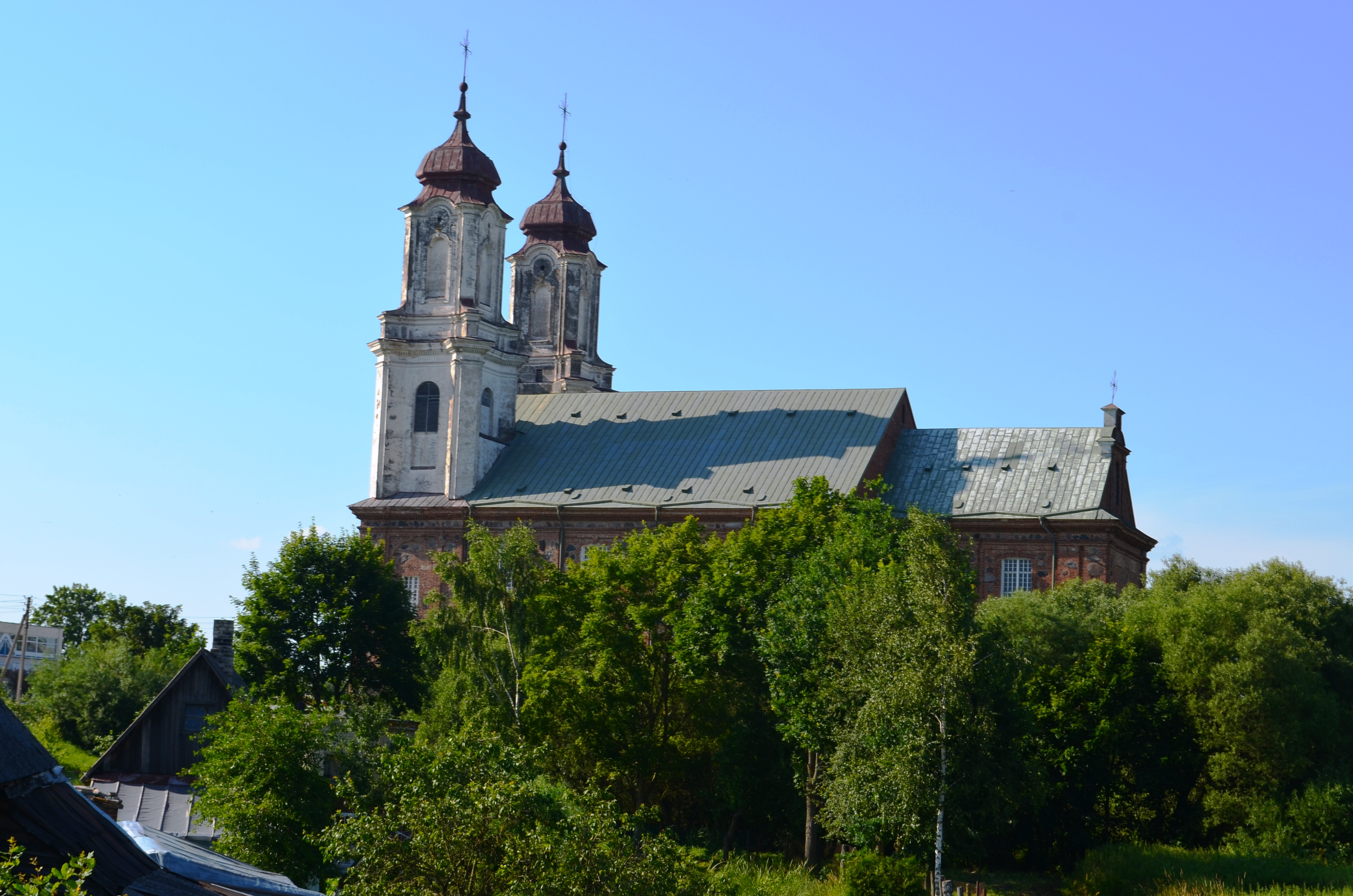
Tejados y cúpulas
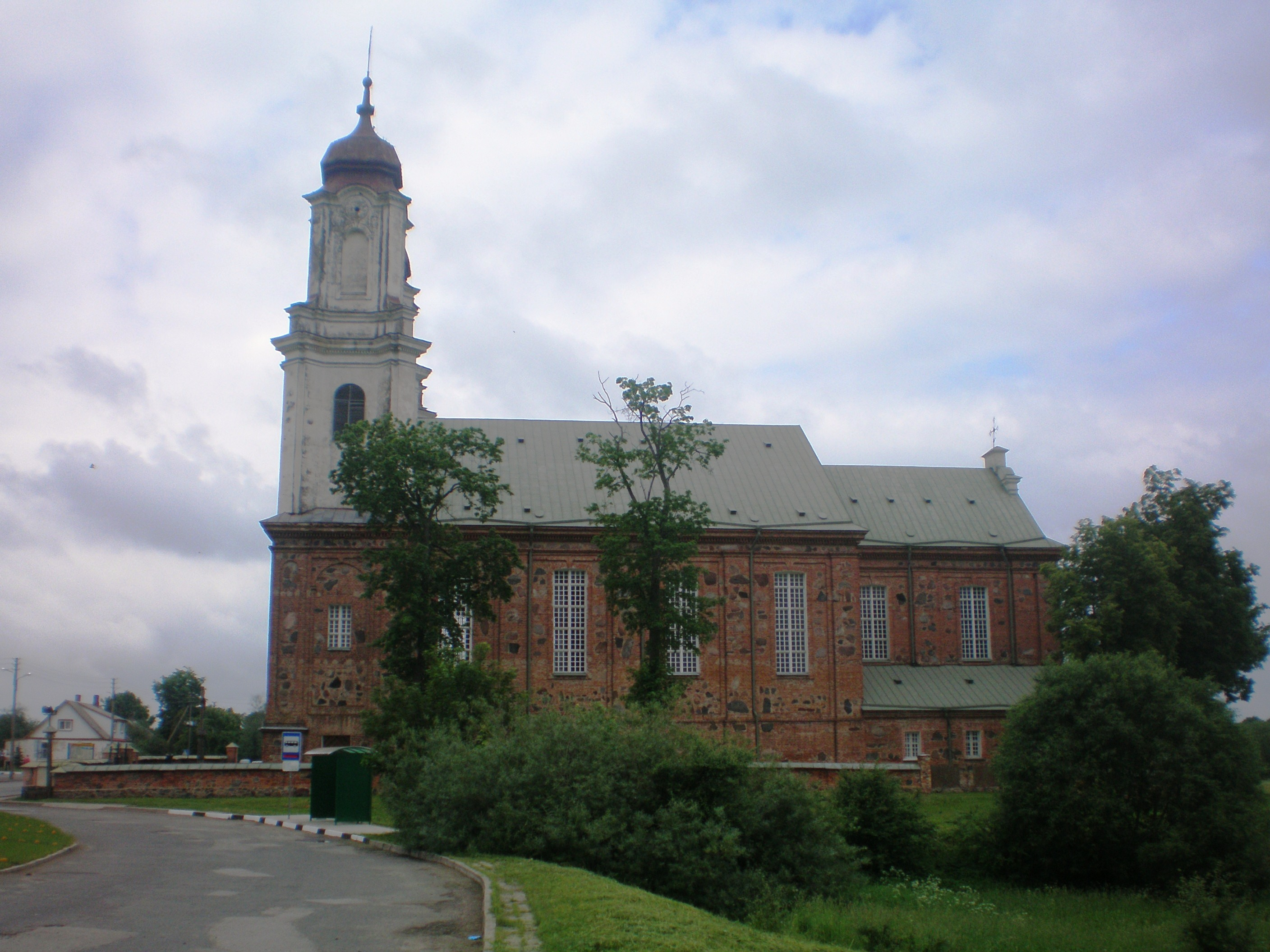
Vista lateral
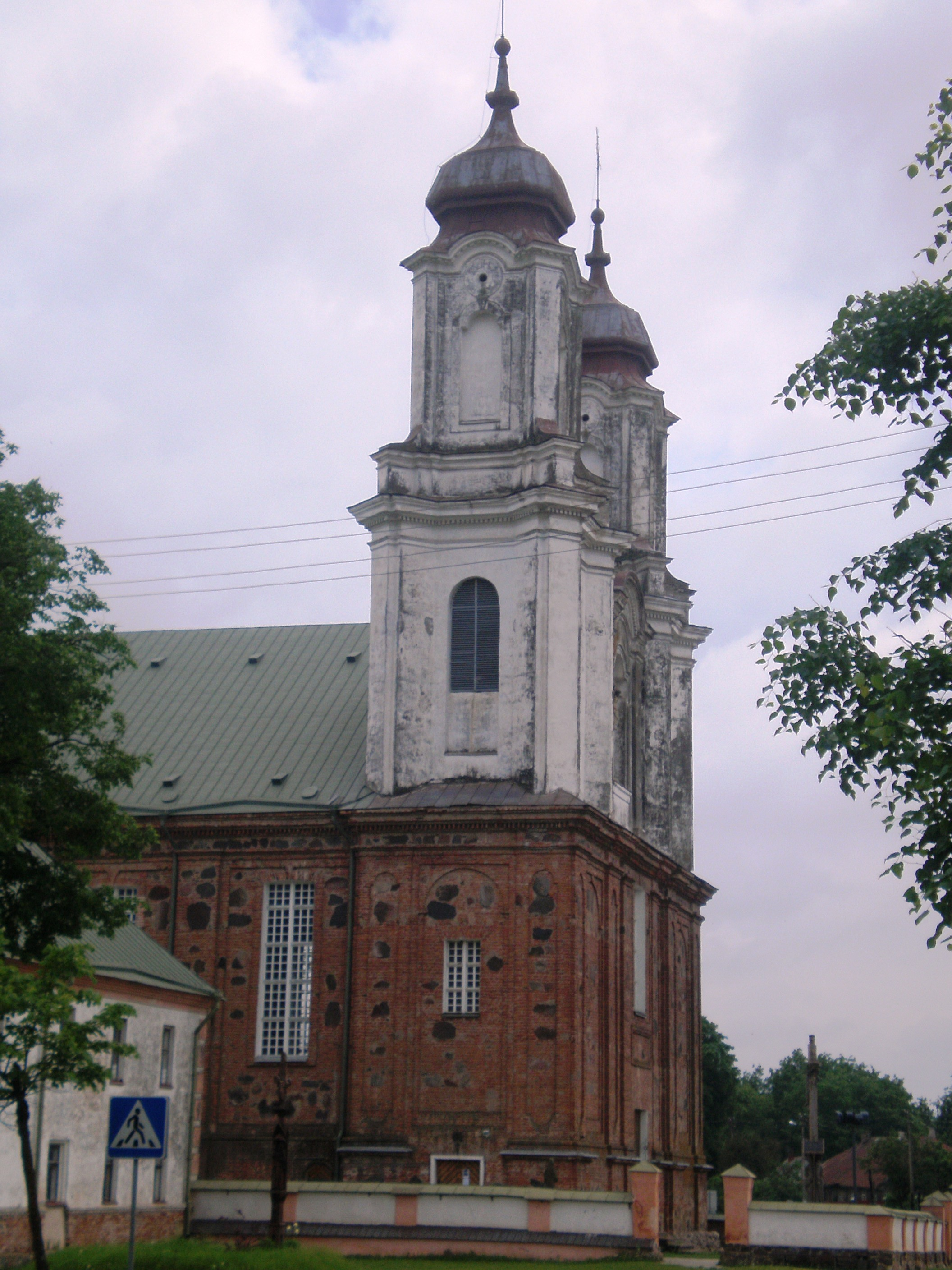
Detalle de las torres
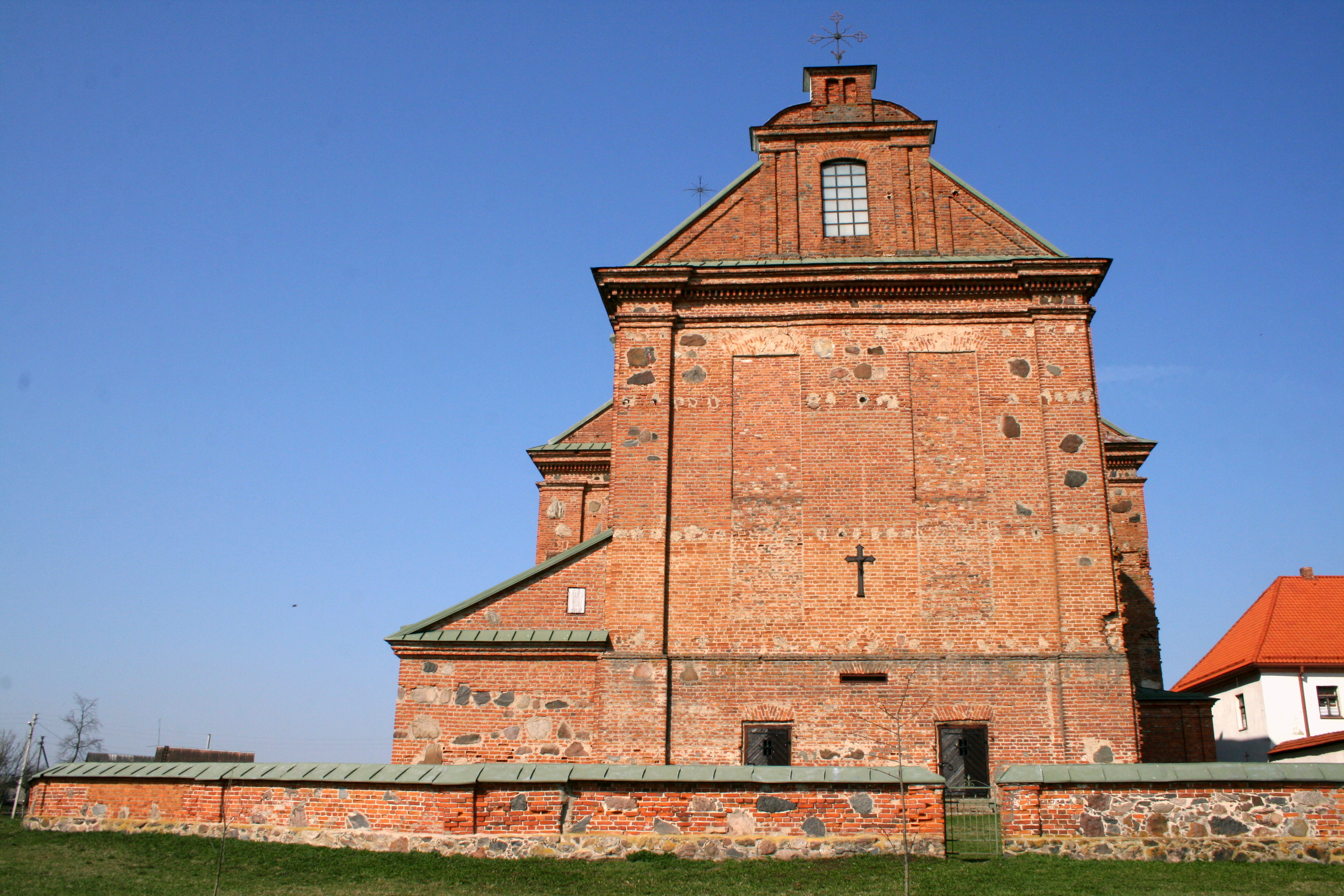
Vista trasera